# Marquesado de Marañón
El marquesado de Marañón es un título nobiliario español, con grandeza de España originaria, creado el 5 de mayo de 1987 por el rey Juan Carlos I de España, y otorgado al jurista y diplomático Gregorio Marañón Moya, en la memoria de su padre, el médico, científico y humanista Gregorio Marañón y Posadillo, con ocasión del centenario de su nacimiento.

## Denominación
La denominación de la dignidad nobiliaria refiere al apellido paterno por el que fue universalmente conocido la persona en la que en su memoria se instituye dicha merced nobiliaria.

## Carta de otorgamiento
Texto expositivo y dispositivo del real decreto de creación del título:

«Médico, científico y humanista, que hizo inseparables esas tres condiciones en su persona y en su obra, don Gregorio Marañón y Posadillo fue un auténtico intelectual cuya figura marcó la época de la historia de España que le tocó vivir, por lo que, queriendo demostrar Mi Real aprecio a su memoria al cumplirse el centenario de su nacimiento,

Vengo en otorgar a su hijo, don Gregorio Marañón y Moya, el título de Marqués de Marañón con Grandeza de España, para él y sus sucesores, de acuerdo con la legislación nobiliaria española.

Dado en Madrid, a 5 de mayo de 1987».

## Marqueses de Marañón
| Titular                    | Titular                           | Periodo                    | Acceso                                 |                            |
| Creación por Juan Carlos I | Creación por Juan Carlos I        | Creación por Juan Carlos I | Creación por Juan Carlos I             | Creación por Juan Carlos I |
| -------------------------- | --------------------------------- | -------------------------- | -------------------------------------- | -------------------------- |
| i                          | Gregorio Marañón Moya             | 1987-2002                  | Concesión real                         |                            |
| ii                         | Gregorio Marañón y Bertrán de Lis | 2002-actual titular        | Sucesión por fallecimiento del titular |                            |

## Historia de los marqueses de Marañón
- Gregorio Marañón Moya, i marqués de Marañón, grande de España (1987-Madrid, 21 de marzo de 2002).

1. Casó con Patricia Bertrán de Lis y Pidal, vi condesa de Retamoso, y bisnieta de la Infanta Isabel Fernanda de Borbón. Le sucedió su hijo:

- Gregorio Marañón y Bertrán de Lis, ii marqués de Marañón, grande de España (2002-actual titular).

1. Casó en primeras nupcias con María Medina y Muro, de quien tuvo Marta Marañón y Medina, María de las Maravillas Marañón y Medina y Gregorio Marañón y Medina, casó en segundas nupcias con Cristina Weissenberg de Reparaz, de quien tuvo Cristina Marañón y Weissenberg y Francisco Javier Marañón y Weissenberg, y casó en terceras nupcias con María del Pilar de Solís-Beaumont y Martínez-Campos, sin descendencia.